# История спиритуализма (книга)
История спиритизма (англ. The History of Spiritualism) — двухтомное исследование сэра А. Конан Дойля, впервые опубликованное в январе 1926 года британским издательством Cassell and Co. Впоследствии книга переиздавалась Ayer Co Pub (1975), Psychic Press (1989, 1995, 2001, 2003), Read Books (2006), Fredonia Books (2003, Новая Зеландия), Hesperides Press (2008).
Книга, посвященная истории развития европейского и американского спиритуализма конца XIX-начала XX века, последователями этой религии считается одной из фундаментальных работ в этой области. Благодаря «Истории спиритуализма», а также последовавшим за её публикацией продолжительным «миссионерским» турне А. Конан Дойль (вслед за Э. Дж. Дэвисом, «Иоанном-крестителем новой религии») получил негласный титул «Святого Павла спиритуализма».

## Предыстория
Впервые А. Конан Дойль заинтересовался оккультными темами в Суонси, Уэльс, в 1885—1888 годах, после того, как побывал на спиритическом сеансе в доме одного из его пациентов, генерала Дрейсона, преподававшего в Военном-морском Гринвичском колледже (англ. Greenwich Naval College). Впоследствии он вошёл в число участников Общества психических исследований (ОПИ; Society for Psychical Research, SPR) и принимал участие в экспериментах, проводившихся с миссис Болл, в ходе которых, как утверждалось, демонстрировались сеансы телепатии.
Конан Дойль сблизился со спиритуалистами после знакомства с сэром Оливером Лоджем в 1902 году, а окончательно перешёл в «новую религию» после того, как прочёл книгу Ф. У. Майерса «Человеческая личность и её жизнь после телесной смерти» (англ. Human Personality and Its Survival of Bodily Death). Его первые спиритуалистские работы, «Новое Откровение» и «Жизненное послание» вышли по окончании Первой мировой войны, и у многих сложилось впечатление, что на автора решающее воздействие оказали личные утраты — в частности, смерть сына Кингсли. Сам Конан Дойль это решительно отрицал.
В 1925 году на Международном конгрессе спиритуалистов в Париже сэр А. Конан Дойль был избран почетным президентом. В том же году в Лондоне он провел публичную дискуссию о спиритуализме с сэром Артуром Кейтом и, как решили многие, одержал в споре победу. Дойль активно и последовательно поддерживал преследуемых (как он полагал) медиумов, прежде всего, миссис Кэнтлон и Марджери Крэндон.

## 1926—1930
После опубликования «Истории спиритуализма» в 1926 году, оставшиеся четыре года жизни А. Конан Дойль провел в непрерывных гастролях с лекциями. Считается, что миссионерская деятельность Конан Дойля-спиритуалиста обошлась ему минимум в 200 тысяч фунтов. Кроме того, он понес и серьёзный моральный ущерб. Выступив на защиту «спиритического фотографа» Уильяма Хоупа, Конан Дойль осложнил свои отношения с ОПИ, а затем порвал их окончательно, когда счел, что Общество наносит ущерб репутации его личного друга итальянского профессора Боццано, исследователя феномена Эвсапии Палладино. Уход Конан Дойля из ОПИ послужил причиной многолетней вражды между спиритуалистами и психическими исследователями.

## 1930 —
После смерти А. Конан Дойля в 1930 году многие медиумы утверждали, что получали от него посмертные послания. К подобным сообщениям общественность относилась скептически до тех пор, пока Гарри Прайс из American Society for Psychical Research (ASPR) не побывал на одном из сеансов Эйлин Дж. Гарретт, медиума безупречной репутации. Его впечатление от увиденного и услышанного было таким, что знаменитый разоблачитель лже-медиумов опубликовал в январском выпуске Nash Magazine статью под заголовком «Возвращение Конан Дойля» («The Return of Conan Doyle»).